# الحياة البرية في اليمن
الحياة البرية في اليمن كبيرة ومتنوعة. اليمن بلد كبير في النصف الجنوبي من شبه الجزيرة العربية مع العديد من المناطق الجغرافية، ولكل منها مجموعة متنوعة من النباتات والحيوانات التي تتكيف مع موائلها الخاصة. بالإضافة إلى الجبال الشاهقة والصحاري، للبلاد سهل ساحلي طويل. للبلد روابط مع كل من أوروبا وآسيا وأفريقيا. تتمتع النباتات والحيوانات بتأثيرات من جميع هذه المناطق، كما تشكل البلاد أيضًا نقطة انطلاق للطيور المهاجرة.

## الجغرافيا
تقع اليمن في النصف الجنوبي من شبه الجزيرة العربية، ويحدها البحر الأحمر وخليج عدن وبحر العرب. تنقسم الدولة إلى أربع مناطق جغرافية: تهامة أو السهول الساحلية إلى الغرب، والمرتفعات الغربية، والمرتفعات الوسطى، والربع الخالي في الشرق، وهي أكبر صحراء رملية في العالم. تشكل تهامة سهلاً قاحلاً منبسطًا على طول ساحل البحر الأحمر. توجد العديد من الأهوار في المنطقة مشكلة تنوعا بيولوجيا كبيرا؛ تتبخر التيارات القادمة من المرتفعات الغربية في المنطقة قبل أن تصل إلى الساحل.

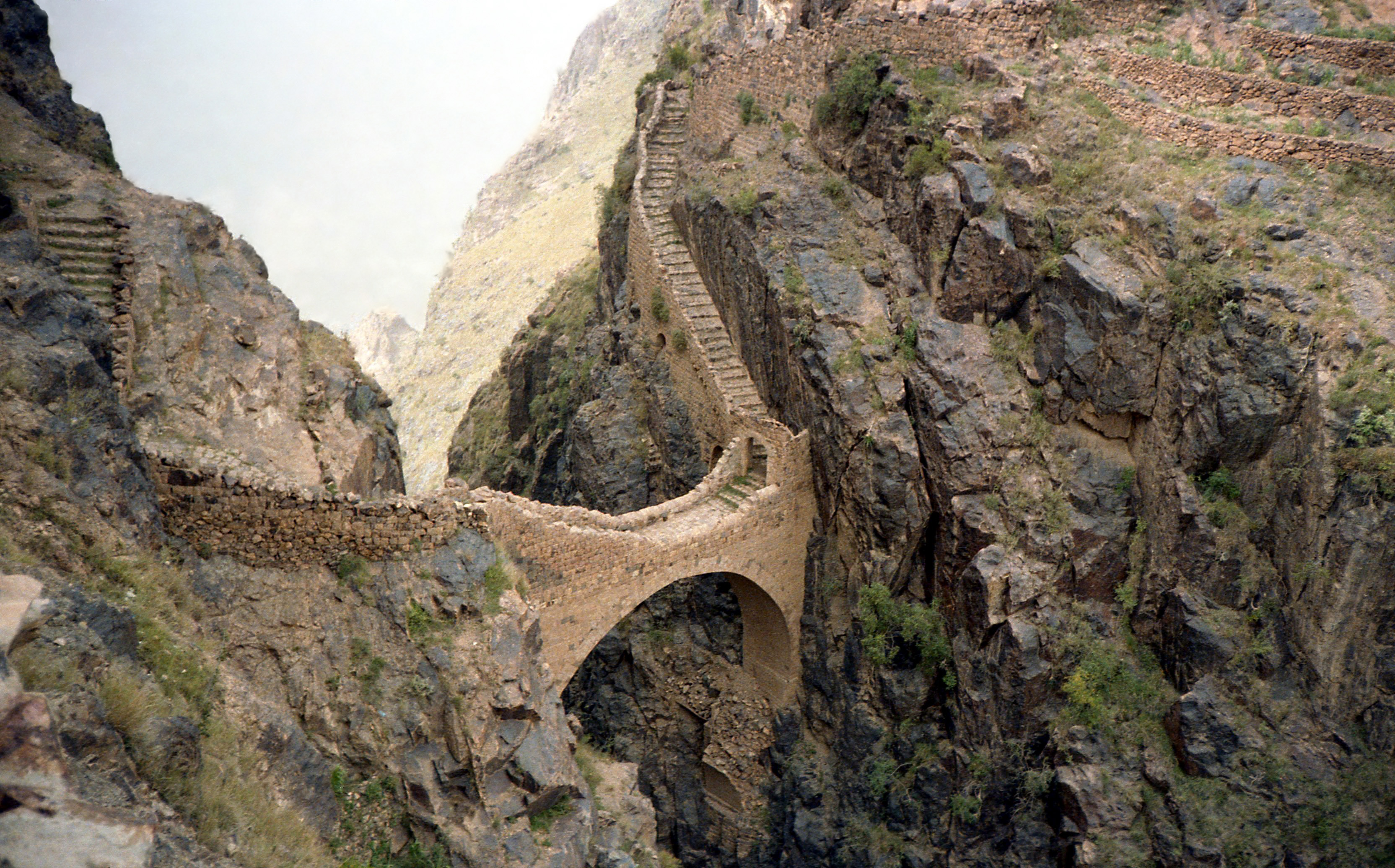
جسر شهارة في المرتفعات الغربية.

تمتد جبال السروات في اليمن، حيث تنقسم إلى سلسلتين. تمتد المرتفعات الغربية بالتوازي مع ساحل البحر الأحمر وإلى الشرق منها، تنحدر الأرض برفق باتجاه الخليج العربي. تستقبل هذه الجبال ما يصل إلى 1,000 مليمتر (40 بوصة) من الأمطار في بعض الأماكن وهي أكثر مناطق البلاد رطوبة. يأتي هطول الأمطار من الرياح الموسمية الجنوبية الغربية ومن العواصف الرعدية في الصيف. لأكثر من ألفي عام، تم تدريج المنحدرات الشديدة لهذه الجبال واقتصاصها بشكل مكثف، ولم يتبق سوى القليل من الغطاء النباتي الأصلي.
ترتفع المرتفعات الوسطى إلى أكثر من 3,300 متر (10,830 قدم) وتحتوي على أعلى قمم شبه الجزيرة العربية. رغم ارتفاع هذه المناطق عن المرتفعات الغربية ولكنها تتلقى ما يكفي من الأمطار لزراعة القمح والشعير. لا تهطل الأمطار في منطقة الربع الخالي تقريبًا. يتميز كل من هذا النطاق والمرتفعات الغربية بالعديد من الوديان، ومجاري المياه الجافة التي اقتطعتها الفيضانات عند هطول الأمطار الغزيرة في بعض الأحيان.

## النباتات
يهيمن العرعر على النباتات المحلية في المرتفعات الغربية. تشبه غابات العرعر هذه الغابات في شرق إفريقيا. الكنهبل هي شجرة بقولية شائعة تنمو في بقع من الغابات، في شكل سياج وأشجار فردية على شرفات مزروعة في المرتفعات الغربية.  تنمو هنا شجيرات مثل الحنقلان العربي، وعلى المنحدرات الجنوبية توجد نباتات عصارية مثل الصبار والفربيون. في المرتفعات المنخفضة توجد غابة شجرية بها أنواع تشمل الوردة الحبشية والكافور. في الارتفاعات الأقل من حوالي 2,000 متر (6,560 قدم)، السنط والعصرة هي النباتات الخشبية السائدة.
في منطقة حضرموت، يزرع القمح والدخن ويزرع كل من نخيل جوز الهند ونخيل التمر، وينمو اللبان أيضًا هنا. تُروى سهول تهامة الساحلية الغربية لإنتاج الحمضيات والموز والتمور. يزرع التين والقهوة والقات والقمح والشعير والسورغم على المنحدرات. على ساحل البحر الأحمر، توجد مساحات شاسعة من أشجار المانغروف البيضاء على امتداد ساحلي يبلغ حوالي 84 كيلومتر (52 ميل)، مع وجود كتل متفرقة في مكان آخر.
يحتوي الربع الخالي على تنوع نباتي ضئيل للغاية، حيث تم تسجيل حوالي 37 نوعًا من النباتات المزهرة هنا، 17 منها موجودة فقط حول أطراف الصحراء. لا توجد أشجار هنا، وتشمل النباتات الجافة الأرطاة والحاذ الشوكي والعديد من أنواع السعدية.

## الحيوانات

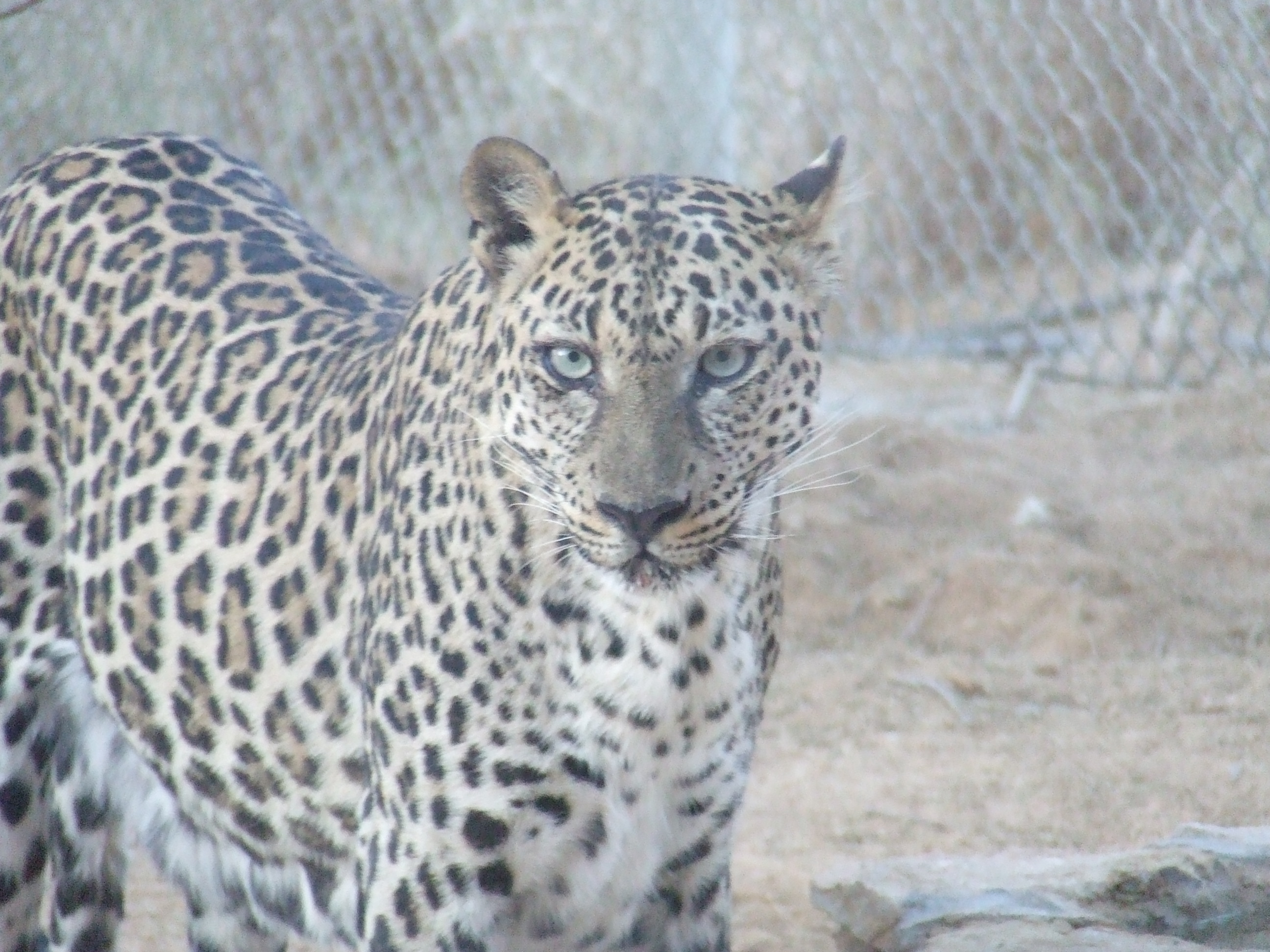
النمر العربي المهدد بالانقراض

تم تسجيل حوالي 464 نوعًا من الطيور في اليمن، عشرة منها مستوطنة في البلاد بما في ذلك حوام سقطرى وبومة سقطرى وساكن القريضة السقطري وهازجة سقطرى وزرزور سقطرى وتمير سقطري وعصفور شوك رادي ودرسة سقطرى ودوري سقطري ودوري عبد الكوري. توفر المنحدرات والجروف في المرتفعات الغربية موطنًا للنسر الأسمر والعقاب الخدارية والشاهين البربري. تعد غابات العرعر في الغرب موطنًا لحسون اليمن وسمنة اليمن وهازجة اليمن، وخاطف الذباب الأفريقي الفردوسي، وتمر العديد من الطيور المهاجرة عبر هذه المنطقة مرتين في السنة.
توجد الرباح في أجزاء واسعة من البلاد،  تتواجد كذلك النمور العربية المهددة بالإنقراض ويتم تنفيذ برنامج تربية في الأسر في حديقة حيوان تعز في المرتفعات اليمنية. الثدييات الأخرى الموجودة في اليمن تشمل غزال الجبل والذئب الرمادي وثعلب بلانفورد وثعلب روبل وعناق الأرض وقط الرمال والقط البري والزباد الشائع والضبع المخطط وابن آوى الذهبي وغرير العسل والنمس كثيف الذيل والوبر الصخري  والقنفذ الصحراوي والزبابة العربية والفأر الشائك الذهبي واليربوع الصغير وعدة أنواع من العضلان وجرد الملك والفأر اليمني وعدد من أنواع الخفافيش.
تشمل الثعابين الموجودة في اليمن الكوبرا العربية والأفعى القرناء والأفعى النفاثة، بالإضافة إلى العديد من أنواع ثعابين البحر. وكذا يوجد الورل اليمني، وأنواع عديدة من السحالي، والعديد من الأبراص، والحرباء المحجبة. تم العثور على سلاحف مخوذة إفريقية، والعديد من أنواع السلاحف البحرية التي تتكاثر على الشواطئ اليمنية.
لليمن سواحل على البحر الأحمر والمحيط الهندي. تحتوي هذه في الغالب على شعاب مهدبة ضحلة حيث تتكاثر الشعاب المرجانية والحيوانات اللافقارية المتنوعة. توفر هذه الشعاب المرجانية أرضًا خصبة وبيئة واقية لصغار العديد من أنواع الأسماك. تم العثور على العديد من الثدييات البحرية بما في ذلك الحيتان والدلافين، وكذلك أسماك القرش والعديد من أنواع الأسماك. تتكاثر طيور البحر على طول الساحل. تحتوي جزيرة سقطرى وأرخبيلها على نباتات فريدة وتحيط بها الشعاب المرجانية. حوالي سبعمائة نوع من النباتات والحيوانات مستوطنة في مجموعة جزر سقطرى.

## انظر ايضاً
- قائمة الزواحف والبرمائيات في اليمن
- قائمة ثدييات اليمن
- قائمة طيور اليمن